# Alberteae
Alberteae es una tribu de plantas de la familia Rubiaceae. 

## Géneros
- - Alberta
  - Nematostylis
  - Razafimandimbisonia

- Según NCBI:[1]
  - Airosperma
  - Alberta
  - Nematostylis
  - Razafimandimbisonia
  - Tennantia